# Quaver
Quaver ist ein Jazzalbum von Geof Bradfield. Die am 23. Oktober und 1. November 2021 im Jazzclub The Green Mill und im Pro Musica Studio in Chicago entstandenen Aufnahmen erschienen am 4. August 2023 auf dem Label Calligram.

## Hintergrund
Der Saxophonist Geof Bradfield, der Bassist Clark Sommers und der Schlagzeuger Dana Hall sind zuvor seit mehr als zwei Jahrzehnten in unterschiedlichen Gruppen zusammen aufgetreten. Für das Alum Quaver haben sie den Trompeter Russ Johnson und den Gitarristen Scott Hesse hinzugezogen.

## Titelliste
- Geof Bradfield: Quaver (Calligram 0001)[1]

1. Dave’s Intro 0:31
2. Deep Ellum 13:42
3. Quaver 14:59
4. Naõ Faz Mal 11:12
5. Plucky 6:36
6. 5 In 3 8:34
7. Solid Jackson 8:11

Alle Kompositionen stammen von Geof Bradfield.

## Rezeption
Auch wenn das vielseitige, in Chicago ansässige Quintett des Tenorsaxophonisten Geof Bradfield auf Quaver keinen „Free Jazz“ spielt – übliche rhythmische und harmonische Regeln würden jede Nummer unterstreichen –, sei die Musik ausdrücklich experimentierfreudig und zukunftsorientiert, schrieb Jack Bowers in All About Jazz. Das Spektrum von Bradfields Kompositionen würde von kraftvoll bis ruhig reichen, wobei keine davon die Mitglieder der Gruppe zu beunruhigen scheine. Johnsons Spiel sei besonders lyrisch und beeindruckend in der einzigen Ballade des Albums, „Nao Faz Mal“ (portugiesisch für „keine Sorgen“), und dem sanften Walzer „5 in 3“, und auch Hesse spiele großartig, egal ob er vorne oder eingebettet in der Gruppe agiere. Bradfield würde in jedem Kontext wirkungsvolle Soli spielen, während Sommers und Hall als rhythmisch anpassungsfähiges und zuverlässig kreatives Rhythmuspaar fungierten.
Der Tenorsaxophonist Bradfield würde hier seit mehr als 20 Jahren mit diesem Bass- und Schlagzeugteam zusammenarbeiten, daher sei ihr Zusammengehörigkeitsgefühl kaum verwunderlich, meinte Derek Ansell im Jazz Journal. Die Neuzugänge Trompeter Johnson und Gitarrist Hesse würden sehr gut dazupassen und beide seien, wie ihre Kollegen, gute Improvisatoren. Die Musik sei im Grunde moderner Post-Bop mit gelegentlichen Ausflügen in das Free-Jazz-Territorium. Bradfield sei ein moderner Tenorspieler aus Chicago, nicht weit entfernt von Johnny Griffin und den frühen Bop-Chicagoern. Seine bluesigen Linien seien gut konstruiert und er spiele durchweg einfallsreich.